# 普利亚诺圣母圣殿

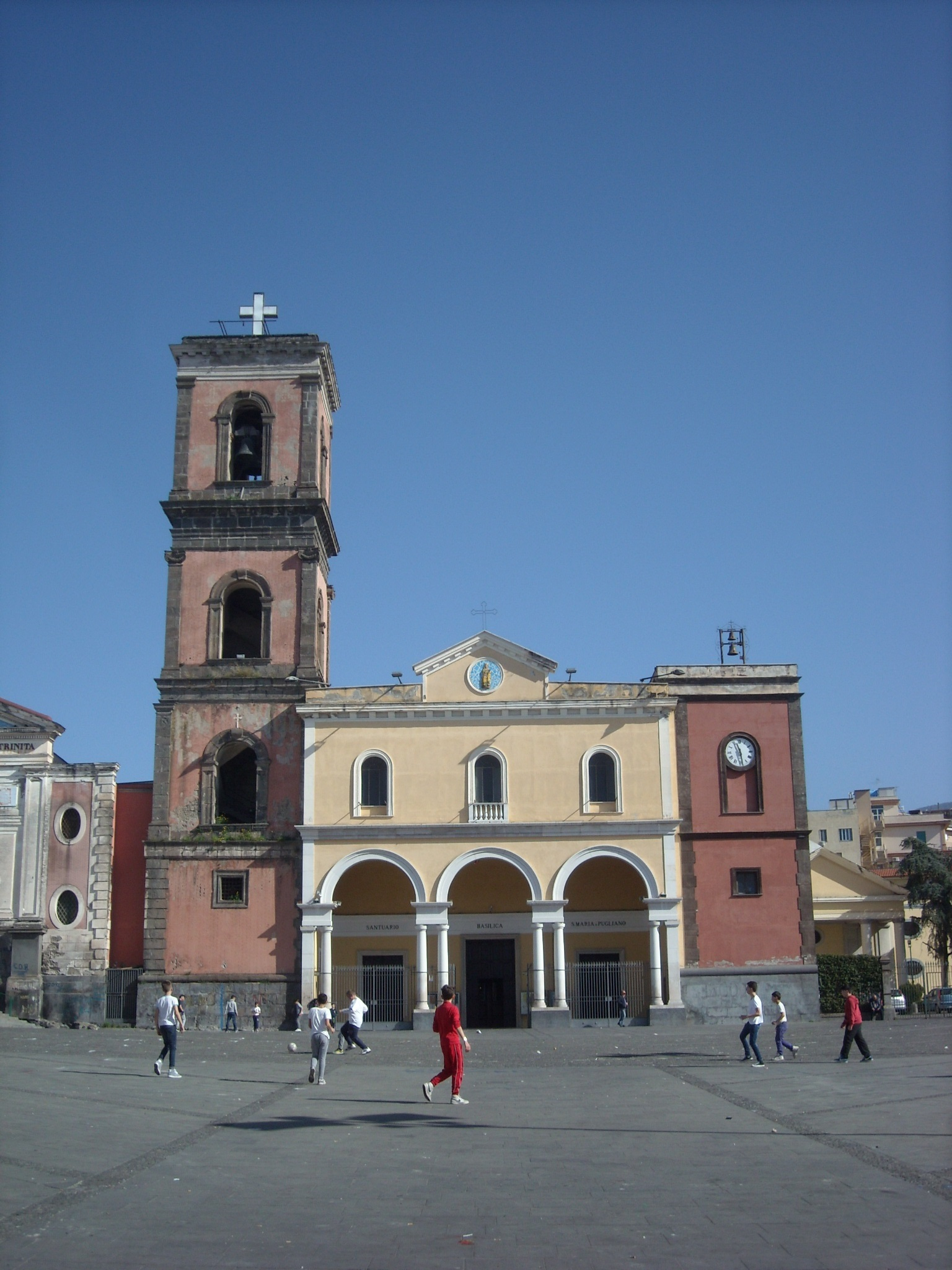
Exterior

普利亚诺圣母圣殿（義大利語：basilica di Santa Maria a Pugliano）是一座天主教的宗座圣殿，意大利坎帕尼亚大区那不勒斯广域市埃尔科拉诺的主要教堂，也是维苏威火山周边地区最古老的教堂。
教堂内有两个公元2世纪和4世纪的异教徒大理石石棺，后来可能在 11 世纪被改造成基督教祭坛。有记录表明，11世纪在普利亚诺山上有一座敬禮圣母的经堂，山的名字可能源自埃尔科拉诺郊区的一个庄园，属于一个名叫波利奥的人。1076 年，那不勒斯的一位贵妇将遗产留给该市的各个教堂，以及普利亚诺圣母堂。她的遗嘱，是证实教堂在 11 世纪存在的最古老的文件。在接下来的几个世纪里，教堂的知名度越来越高，朝圣者从四面八方蜂拥而至。在特伦特会议之后不久，该堂的地位获得确认：1574 年首次称为“圣殿”；两年后成为雷西纳和波蒂奇的堂区教堂， 1579 年 6 月 13 日，教宗额我略十三世颁发诏书，确认在三月的第一个星期五、复活节和8月15日升天日参观教堂的朝圣者的全体大赦。这个世纪的主要工程是扩大和美化教堂。在 1631 年火山喷发期间，教堂奇迹般地幸免于难。几年后，在凝固的熔岩上修建了一条新街道（普利亚诺街），可以从镇中心轻松到达教堂。 1849年10月18日，教宗庇护九世在从罗马流亡期间，住在那不勒斯国王的波蒂奇皇宫期间，参观了圣殿。
该堂拥有非凡的历史和艺术珍品，值得一游。建于 16 世纪末的高大钟楼，高36米，是该地区最古老的钟楼之一。堂内有公元2-4世纪的石棺，证明公元79年火山喷发后赫库兰尼姆地区曾有居民；两尊精美的14世纪木制雕像，包括普利亚诺圣母和黑色苦像；1425年的洗礼池，是那不勒斯主教座堂以外最古老的洗礼池之一； 16世纪的正祭台；17世纪圣雅纳略的木制半身像，1685年宏伟的木制讲坛，与祭坛后面的木制咏经席同时代。大部分画作是由当地艺术家在16和17世纪创作的。
普利亚诺圣母自古以来就受到崇拜，瞻礼日为8月15日圣母升天日。对埃尔科拉诺的另一位主保圣雅纳略进行了特别的敬禮；在维苏威火山喷发期间，会抬着圣人的雕像走向火山喷发现场。别墅和建筑物常会竖立面对维苏威火山的圣雅纳略半身像，以保佑它们免受维苏威火山的愤怒。